# Marmosops parvidens
Marmosops parvidens är en pungdjursart som först beskrevs av George Henry Hamilton Tate 1931. Marmosops parvidens ingår i släktet Marmosops och familjen pungråttor. IUCN kategoriserar arten globalt som livskraftig. Inga underarter finns listade.
Arten blir med svans 22,5 till 24,8 cm lång och svanslängden är 12,9 till 14,5 cm. bakfötterna är 1,5 till 1,8 cm lång och öronen är 1,5 till 2,0 cm stora. Den rufsiga pälsen har på ovansidan en ljusbrun till chokladbrun färg och undersidan är täckt av ljusgrå till vit päls. Honor har sju spenar.
Pungdjuret förekommer i norra Brasilien, regionen Guyana och Venezuela. Arten vistas där i regnskogar eller andra fuktiga habitat. I bergstrakter hittas Marmosops parvidens vanligen upp till 1000 meter över havet och sällan upp till 2000 meter. Den är aktiv på natten och livnär sig av frukter och insekter.
Marmosops parvidens klättrar i träd och går på marken. Upphittade honor var dräktiga med sex eller sju ungar.